# Sbarco alleato a Termoli
Lo sbarco alleato a Termoli, il cui nome in codice era operazione Devon avvenne il 3 ottobre 1943 durante la seconda guerra mondiale nella baia di Termoli in Molise.

## Descrizione
Il 3 ottobre 1943, alle 2:35, un commando di circa 650 uomini della settantacinquesima divisione britannica del generale Bernard Law Montgomery, diede inizio alle operazioni. I soldati evitarono le mine tedesche posate sul terreno della stazione. Vi furono 4 morti tra i tedeschi e 3 tra gli inglesi.
27 tedeschi furono fatti prigionieri. La scuola elementare fu colpita dai tedeschi che si ritirarono sul Biferno. Dopo la iniziale sorpresa, le truppe tedesche formate dai paracadutisti della 1. Fallschirmjäger-Division, affiancati dalle truppe corazzate della 16. Panzer-Division iniziarono una violenta difesa ma furono nuovamente sconfitti dai commando inglesi affiancati dal rinforzo della 78. divisione britannica, lasciando definitivamente il 6 ottobre le posizioni ai militari inglesi, che erano riusciti a unirsi alla 8ª armata. Mentre l'attacco a sorpresa aveva lasciato poche vittime sul terreno, le perdite alleate dei soli commando alla fine degli scontri ammontarono a 32 morti, 85 feriti e 23 dispersi, il conto totale delle vittime fra militari dei 2 schieramenti e civili è stimato in circa un migliaio.